# Gertrude (bier)
Gertrude is een Belgisch bier. Het wordt gebrouwen in opdracht van Bruno Vandendriessche en Emanuele Corazzini uit Nijvel. De naam “Gertrude” verwijst naar de heilige Gertrudis van Nijvel, naar wie in Nijvel, naast heel wat andere zaken, onder meer een kerk werd vernoemd: de Sint-Gertrudiskerk.

## De bieren
Er zijn 3 varianten:
- Gertrude Ambrée is een amberkleurig bier van hoge gisting met een alcoholpercentage van 6%. Het wordt in opdracht gebrouwen door De Proefbrouwerij te Lochristi. Het bier werd gelanceerd in 2007.[1]
- Gertrude Triple is een tripel met een alcoholpercentage van 7,5%. Het bier werd gelanceerd op 27 januari 2009.[2] Het wordt gebrouwen in De Proefbrouwerij te Lochristi.
- Gertrude Secrète is een IPA met een alcoholpercentage van 7%. Het bier werd gelanceerd op 19 oktober 2019. Het wordt gebrouwen in La Binchoise te Binche.